# Жабник полевой
Жа́бник полево́й (лат. Filágo arvénsis) — травянистое растение, вид рода Жабник семейства Сложноцветные (Asteraceae).
Небольшой однолетник, густо покрытый белым войлочным опушением. Широко распространён в Евразии, наиболее часто встречается в степных регионах, изредка заходя севернее.

## Ботаническое описание

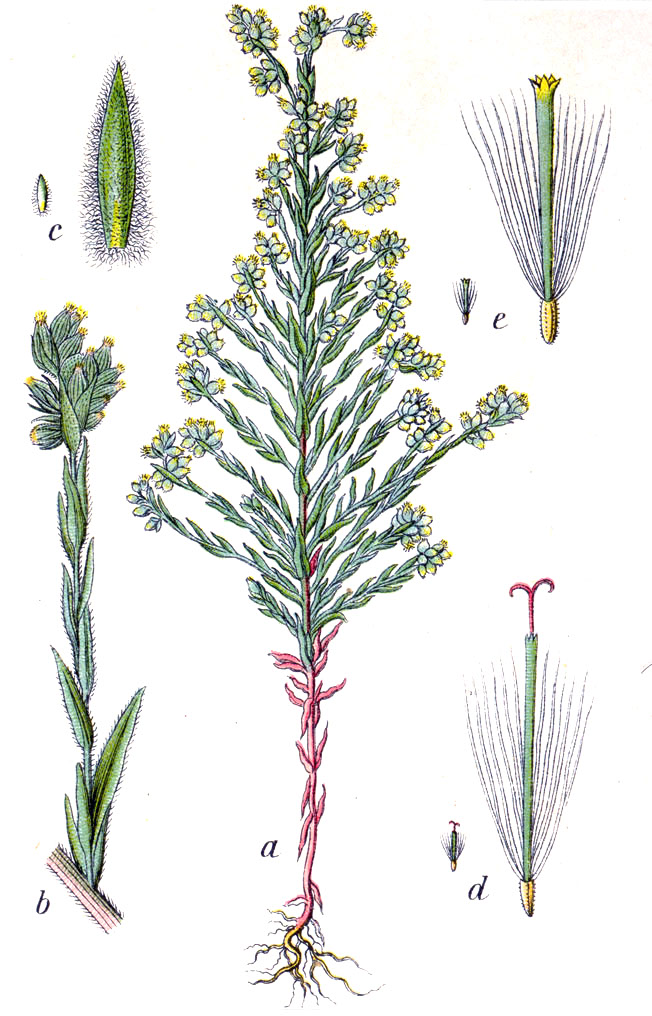

Однолетнее травянистое растение (5)10—40(50) см высотой. Стебель одиночный, простой или от середины, реже от самого основания ветвистый, густо шерстистоопушённый, от того беловатый, сероватый или буроватый.
Листья очерёдные, (6)10—20 мм длиной и 1—4 мм шириной, от продолговатых до линейно-ланцетных, наиболее широкие ближе к основанию, цельнокрайные, немного волнистые, на конце коротко заострённые, с обеих сторон войлочноопушённые.
Корзинки мелкие, многочисленные, собраны по 3—13 в верхушечное кистевидное или метельчатое общее соцветие, широкояйцевидной формы, сидячие. Обёртки с полупрозрачными ланцетными листочками, по средней жилке зелёными, 3,5—4 мм длиной и 0,6—0,8 мм шириной. Пестичные цветки в числе 15—18, до 3 мм длиной, окружают одиночные или 2—3 обоеполых цветка.
Плоды — семянки, голые, бледно-коричневые, продолговато-обратнояйцевидные, 0,6—1 мм длиной и 0,2—0,3 мм толщиной, у внешних цветков гладкие, у внутренних — зернисто-бородавчатые. Хохолок из около 10 ломких белых щетинок.

## Значение
Декоративное растение.
Содержит витамин C, дубильные вещества, флавоноиды. Используется в народной медицине.

## Распространение
Европейско-североазиатское растение, встречающееся в степях, в борах, на песках, на паровых полях.

## Таксономия

### Синонимы
- Achariterium arvense (L.) Bluff & Fingerh., 1825
- Filago alpestris C.Presl, 1822
- Filago lagopus (Stephan ex Willd.) Parl., 1841
- Filago montana L., 1753, nom. rej.
- Filago paniculata Moench, 1794
- Gnaphalium arvense L., 1753
- Gnaphalium lagopus Stephan ex Willd., 1803
- Gnaphalium simplex Boenn., 1824
- Gnaphalium pedunculare Ten., 1830
- Gifola arvensis (L.) Myrz., 1968
- Gifola lagopus (Stephan ex Willd.) Myrz., 1968
- Logfia arvensis (L.) Holub, 1975
- Oglifa arvensis (L.) Cass., 1825
- Oglifa lagopus (Stephan ex Willd.) Chrtek & Holub, 1963